# ديفيد سميث (أكاديمي)
ديفيد سميث (بالإنجليزية: David Smith)‏ هو عالم نبات بريطاني، ولد في 21 مايو 1930 في ويلز الجنوبية ‏ في المملكة المتحدة، وتوفي في 4 يوليو 2018.